# Mendoza Dance Parti
Mendoza Dance Parti is een Nederlandse funk en jazz-fusion-band. De band is ontstaan in de zomer van 1993 en heeft sindsdien vijf albums uitgebracht. 
De band heeft wat afwisseling gehad in leden, maar is uiteindelijk stabiel gebleven bij 6 leden. De vaste leden waren Ben Mendes (saxofoon), Theo Holsheimer (gitaar), Patrick Kuschel (basgitaar), Danny Kepel (piano), Frans Cornelissen (trombone). Er zijn verschillende drummers lid geweest van de band: Victor de Boo (Strazz Jazz en Speedy Chicken), Greg Smith (5 album) en Georgio Bletterman (op albums Speedy Chicken en Birdskin)
Het album Speedy Chicken werd opgenomen samen met Moon Baker, een Nederlandse zangeres. In 2001 maakte de band ook een experimenteel drum-'n-bass-ep 'Boogy_12'. Ze hadden een grote invloed op de Nederlandse jazz en funkscene. Hun laatste optreden dateert van 2013, wanneer ze een reünie deden in de North Sea Jazz Club in Amsterdam.
| Strazz Jazz Compilation | 1993 |
| Speedy Chicken          | 1995 |
| Birdskin                | 1996 |
| This Life               | 2000 |
| 5                       | 2005 |